# Angwantibo's
De angwantibo's of beermaki's (Arctocebus) zijn een geslacht uit de familie loriachtigen (Lorisidae). De wetenschappelijke naam van het geslacht werd voor het eerst geldig gepubliceerd door John Alexander Smith in 1860.

## Taxonomie
Dit geslacht bestaat uit twee soorten.
- Geslacht: Arctocebus (Angwantibo's) (2 soorten)
  - Soort: Arctocebus aureus – Gouden angwantibo
  - Soort: Arctocebus calabarensis – Angwantibo